# 보개면
보개면(寶蓋面)은 대한민국 경기도 안성시의 면이다.

동쪽으로는 삼죽면, 서쪽으로는 고삼면 및 대덕면, 안성시도심권, 남쪽으로는 금광면, 북쪽으로는 용인시 처인구 원삼면, 백암면이 인접해있다.

## 개요
신라시대 보개면은 신라 경덕왕 때 원래 백성군(白城郡)의 일부분 이었고, 1413년 조선 태종에 충청도로부터 경기도로 편입되었다. 일제시대인 1914년 4월 1일 조선총독부령에 의거 통폐합 당시 북좌(北佐), 거곡(巨谷), 가사(加士), 율동(栗洞), 기좌(其佐) 등 5개면을 보개면(寶蓋面)으로 병합하였으며, 1987년 1월 삼죽면 남풍리(南楓里), 동평리(東平里), 가현리(加峴理)를 보개면으로 편입 (편입후 가현리는 북가현리로 변경) 양복리 일부인 복거(福巨), 신기(新基), 동신곡(東新谷)을 금광면(金光面)으로 편입하였다.
1998년 안성시 승격 당시 가사리(加士里), 가현리(加峴里)를 안성1동으로 편입하여 현재 19개 법정리와 36개 행정리로 구성되었다.

## 행정 구역
- 가율리(加栗里)
- 곡천리(曲川里)
- 구사리(九士里)
- 기좌리(基佐里)
- 남풍리(南楓里)
- 내방리(內紡里)
- 동신리(東新里)
- 동평리(東坪里)
- 복평리(洑坪里)
- 북가현리(北加峴里)
- 북좌리(北佐里)
- 불현리(佛峴里)
- 상삼리(上三里)
- 신안리(新安里)
- 신장리(新長里)
- 양복리(陽福里)
- 오두리(烏頭里)
- 이전리(泥田里)
- 적가리(迪加里)

## 교육
- 보개초등학교
- 동신초등학교
- 서삼초등학교
- 가율초등학교

## 문화재
- 전주이씨서원군파묘역 - 경기도 기념물 제117호

## 관광
- 플로랜드
- 남사당 전수관

## 종교시설
- 금수원